# Collège Montaigu

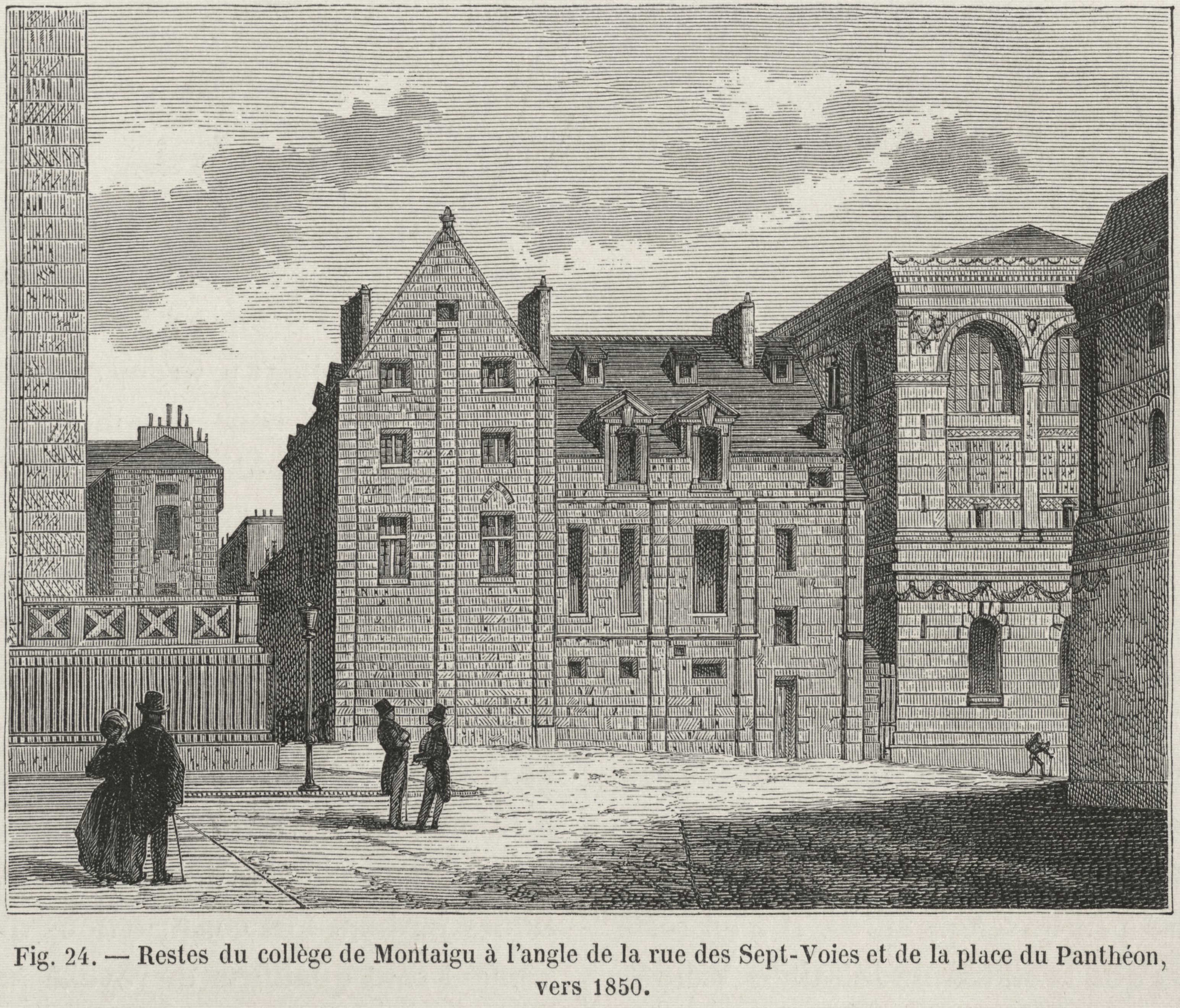
Collège de Montaigu, c. 1850

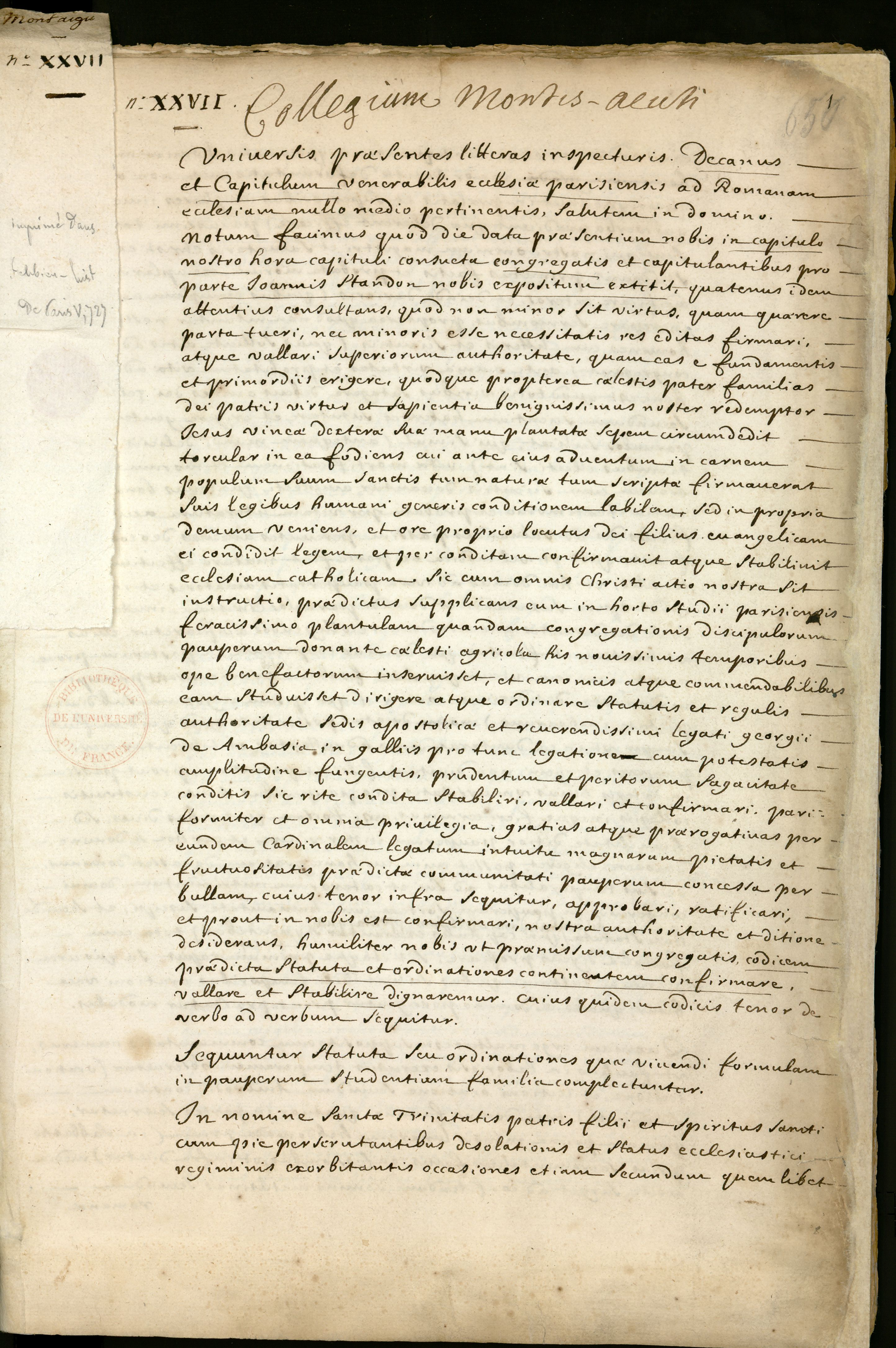
Collège de Montaigu: foundation and statutes. Manuscrito latino, século 17 (Bibliothèque de la Sorbonne, NuBIS)

O Collège de Montaigu foi um dos colégios constituintes da Faculdade de Artes da Universidade de Paris.

## História
O colégio, originalmente chamado Collège des Aicelins, foi fundado em 1314 por Gilles I Aycelin de Montaigu, arcebispo de Narbonne e arcebispo de Rouen. Mudou de nome depois de ter sido restaurado em 1388 por seu parente Pierre Aycelin de Montaigut, bispo de Nevers e Laon.
Em 1483, Jan Standonck tornou-se Mestre do Colégio e o fez prosperar. Sob sua liderança e a de seu discípulo Noël Béda, Montaigu foi uma das principais faculdades teológicas de Paris. Os alunos da faculdade incluíam Erasmo de Roterdã, João Calvino e Inácio de Loyola (antes de se mudar para o Collège de Sainte-Barbe). Outros alunos notáveis foram o influente professor e diplomata português Diogo de Gouveia. Pelo menos quatro escoceses também compareceram: o filósofo John Mair (que passou a ensinar teologia lá), o historiador Hector Boece, o advogado real Patrick Paniter e o reformador John Knox. Outro escocês, George Dundas, também pode ter comparecido. O arquiteto e educador Jean-Nicolas-Louis Durand participou antes de se dedicar à arquitetura.
Em seus Colloquies, Erasmo deixou uma memória de seu tempo no Colégio sob Standonck. Erasmus era um aluno pagante privilegiado, mas suas memórias não eram agradáveis.
Em 1792, alguns dos edifícios foram convertidos em hospital e prisão militar. A prisão foi fechada em 1836 e demolida em 1842. Em 1844-1850, a Biblioteca Sainte-Geneviève foi construída no local.